# العنف الجنسي في بابوا غينيا الجديدة

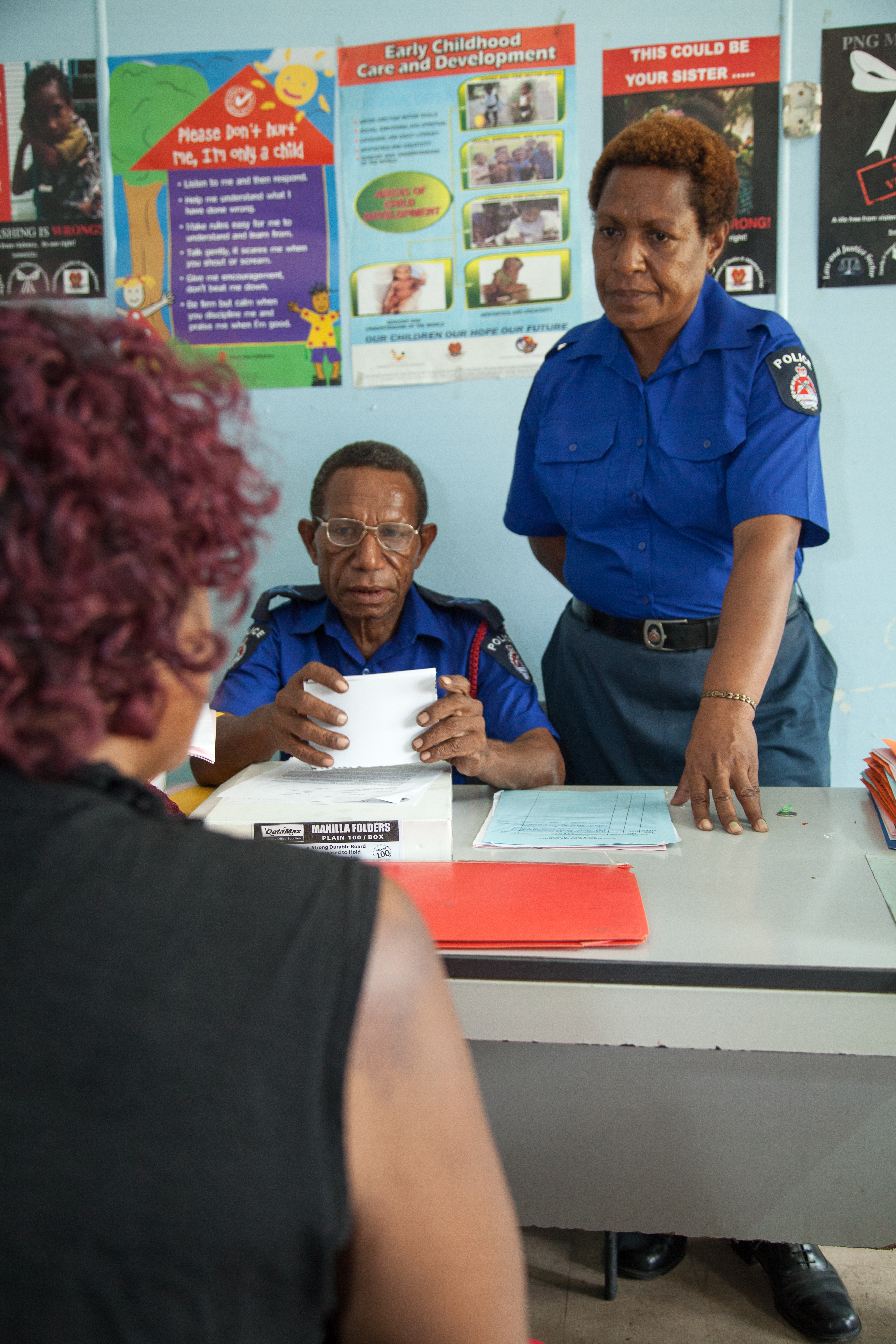

غالباً ما توصف بابوا غينيا الجديدة (PNG) بأنّها أسوأ مكان في العالم من ناحية العنف ضد المرأة.

## العنف ضد المرأة
تُقدّر نسبة النساء اللاتي تعرّضن للضرب من قبل أزواجهنّ بما يقارب الـ 67% من مجمل النساء في بابوا غينيا الجديدة، بينما تصل النسبة إلى 100% في المناطق الجبلية من البلاد، وذلك وفقاً لمسح أُجري عام 1992 من قبل لجنة إصلاح القوانين في بابوا غينيا الجديدة تحتاج واحدة من كلّ ستّ نساء تمّت مقابلتهنّ ويسكنّ في المناطق الحضريّة من البلاد إلى العلاج من الإصابات التي تعرّضن لها نتيجةَ اعتداء أزواجهنّ عليهن، تتضمّن الأشكال الأكثر شيوعاً للعنف الركَل واللكم والحرق والقطع بالسكاكين، تمثّل هذه الإصابات ما نسبته 80 إلى 90% من الإصابات التي يعالجها العمّال الصحّيّون.

## العنف ضد الرضّع والأطفال والمراهقين
تصف اليونيسف أطفال بابوا غينيا الجديدة بأنّهم من أكثر الفئات استضعافاً وعرضةً للاستهداف في العالم. ووفقًا لمنظّمة الأمم المتّحدة للطفولة، فإنّ ما يقرب من نصف ضحايا الاغتصاب المبلّغ عنهم هم دون الخامسة عشر من عمرهم و 13٪ منهم دون سن السابعة، [7] فيما ادّعت البرلمانية السابقة كارول كيدو في تقرير صادر عن صندوق الطفل أنّ 50% من أولئك الذين يسعون للمساعدة الطبيّة نتيجة تعرّضهم للاغتصاب هم تحت سنّ السادسة عشر و 25% منهم تحت سنّ الثني عشر و 10% منهم تحت سنّ الثامنة.
تصل نسبة الفتيات المعرّضات للانخراط في العمل بالجنس أو الاتّجار بهنّ داخل البلاد إلى الـ 50%. يُجبر الكثير منهنّ على الزواج ابتداءاً من سنّ الثانية عشر بموجب القانون العرفيّ. [6] نسبة من لا تزيد أعمارهم عن العشرين سنة من العاملين في الجنس هي 33%.

## العنف ضد الرجال
وجدت دراسة نُشرت عام 2013 أن 7.7 ٪ من الرجال قاموا بالاعتداء الجنسي على ذَكَرٍ آخر.

## الجناة

### الإحصائيات
وجدت دراسة أجرتها راشيل يهوديز وزملاؤها في عام 2013، نيابة عن «فريق الأمم المتحدة للبحوث على الرجال والعنف في العديد من البلدان بطريقة التحليل المستعرض United Nations Multi-country Cross-sectional Study on Men and Violence research team»، أن نسبة 41% من الرجال في جزيرة بوغانفيل يعترفون بإجبارهم لأحد ما -غير شريك حياتهم- على ممارسة الجنس، وأنّ 59 ٪ منهم يعترفون بممارسة الجنس مع شريكتهم دون رغبة منها في ذلك. ووفقاً لهذه الدراسة، فإن حوالي 14.1 ٪ من الرجال قد ارتكبوا عدّة جرائم اغتصاب. وأظهر مسحٌ تمّ نشره في عام 1994 من قبل معهد PNG للأبحاث الطبية، أنّ حوالي 60 ٪ من الرجال الذين تمت مقابلتهم اعترفوا بمشاركتهم في الاغتصاب الجماعي (المعروف باسم lainap) مرّة واحدة على الأقل.

### عصابات المدن
في المناطق الحضرية، وخاصّة في المناطق الفقيرة، تطلب عصابات راسكول اغتصاب النساء لأسباب ابتدائيّة، فقد صرّح أحد قادة عصابة "راسكول، النبلاء القذرون" (بيتر موسى) أنّ اغتصابَ النساء كان واجباً على الأعضاء الشباب من العصابة. فعندما يريد الولد في المناطق الريفية، أن يصبح رجلاً، من الممكن له أن يذهب إلى قرية معادية ويقتل خنزيراً ليتمّ قبوله على أنّه رجل، بينما في المدن "فقد استُبدلت الخنازير بالنساء". وأضاف موسى، الذي ادّعى أنّه اغتصب أكثر من 30 امرأة بنفسه، "ومن الأفضل أن يقتلها صبيّ بعد ذلك، فهذا سيقلّل من المشاكل مع الشرطة.